# Proverbes vignerons
Als Proverbes vignerons (franz., dt. Sprichwörter der Winzer) bezeichnet man in Frankreich jene Sprüche und Redensarten, die von Weinbauern erfunden wurden, um das Arbeitsjahr zu gliedern, und die oft mündlich von Generation zu Generation weitergegeben werden. Sie unterscheiden sich je nach Anbaugebiet und widersprechen sich auch teilweise. Sie sind einfach gehalten, ähnlich den Bauernregeln.
Sie entstanden schon im Mittelalter. Es gibt für jeden Monat, meist aber für die Heiligentage, eigene Sprüche.

## Beispiele
- S’il gèle à la saint Bernardin, adieu le vin.[1] (dt. Wenn es an Sankt Bernardin friert, auf Wiedersehen Wein.)
- S'il pleut à la Saint Bernardin, tu peux dire adieu à ton vin.[2] (dt. Wenn es regnet zu Sankt Bernardin, kannst Du Dich von Deinem Wein verabschieden.)
- C'est vers la Saint-Hippolyte que le raisin change au plus vite.[3] (dt. Gegen St. Hippolyte ändern sich die Trauben schnell.)